# Judy (Frankie-Vaughan-Lied)
Judy ist eine Popsong aus dem Jahr 1958. Komponiert und getextet wurde die Ballade von Gloria Shayne und Noel Paris. Erfolgreich wurde das Stück in der Interpretation von Frankie Vaughan, der die Aufnahme zusammen mit dem Orchester von Ray Ellis einspielte. Vaughan besingt Judy, ein Mädchen aus seiner Nachbarschaft, und die Magie, die er bei ihrem Anblick spürt. Eines Morgens werde er zu ihrem Haus gehen und sie mit zu sich nach Hause nehmen.
Die Single erreichte in der ersten Ausgabe der Billboard-Charts vom 4. August 1958 Platz 100 und drang bis auf Platz 22 vor. Sie erschien 1958 sowohl als 7"-Vinyl/45rpm als auch als 10"-Schellackplatte/78rpm auf dem Label Philips als B-Seite zusammen mit dem Titel Wonderful Things.